# Oxuderces
Oxuderces – rodzaj ryb z rodziny babkowatych.

## Klasyfikacja
Gatunki zaliczane do tego rodzaju:
- Oxuderces dentatus
- Oxuderces wirzi